# Leienkaul
Leienkaul település Németországban, Rajna-vidék-Pfalz tartományban. Lakosainak száma 386 fő (2023. december 31.).

## Népesség
A település népességének változása:
| Lakosok száma | 334  | 347  | 360  | 378  | 386  |
|               | 2017 | 2019 | 2021 | 2022 | 2023 |